# Rafik Hariri
Rafiq Baha' ad-Din Hariri o Rafik Bahaa Edine Hariri (àrab: رفيق بهاء الدين الحريري, Rafīq Bahāʾ ad-Dīn al-Ḥarīrī) (1 de novembre de 1944 - Beirut, 14 de febrer de 2005). Home de negocis, magnat i polític libanès va ser en dues ocasions Primer Ministre del Líban de 1992 a 1998 i de 2000 a 2004.

## Biografia
Educat dins d'una família sunnita de Sidó, va començar els estudis d'Administració d'Empreses a la Universitat de Blida el 1964. Va deixar el seu país el 1965 per a treballar a l'Aràbia Saudita en una companyia de construcció i poder pagar-se la seva formació. El 1969 crea la seva pròpia empresa amb la qual aprofita els beneficis generats per l'alça del preu del petroli als anys 70 per a aconseguir una gran fortuna. El 1977 va obtenir del rei Khalid el contracte per a construir una sumptuosa mansió i complex prop de la Meca que li va reportar grans beneficis. El 1978, obté la ciutadania de l'Aràbia Saudita gràcies al reconeixement que li realitza la família reial com compensació a les seves contribucions al desenvolupament del país, singularment al mateix Rei. El 1979 aconsegueix múltiples contractes de construcció d'hotels, edificis d'oficines i empreses que li permetran adquirir la filial francesa Oger Saudita fortament implantada a la zona. A les dècades posteriors va ampliar els seus negocis a nivell internacional amb empresa petrolieres, banca, indústries i telecomunicacions.
Ja en plena guerra civil al Líban, torna a Sidó i funda l'Institut Islàmic per la Cultura i l'Educació Superior, finançat de la seva pròpia butxaca i de les aportacions de la família reial saudita. El 1984 l'Institut es transforma en la Fundació Hariri obrint diferents seus al Líban i la resta del món, creant un pla de beques universitàries que van permetre a milers d'estudiants libanesos sortir del seu país i estudiar a les més prestigioses universitats de tot el món. El 1982, quan la guerra remetia, havia adquirit bona part de la zona occidental de Beirut totalment en ruïnes, on va començar la reconstrucció de la ciutat, pel que sembla aportant generoses sumes i no cobrant per això.
La seva activitat política es va posar de manifest el 1983 en tractar d'intervenir per afavorir els acords entre les parts en conflicte i permetre l'alliberament de presoners. El 1984 finança les reunions que es mantenen a Ginebra i Lausana per a posar fi a la guerra aprofitant els acords de Amine Gemayel amb Israel i Síria, però va fracassar. El 1989, va tornar a finançar una reunió del Parlament libanès a Taïf, que va aprovar la Carta Libanesa de Reconciliació Nacional, un acord general que tractava de posar fi a l'enfrontament entre sirians i l'autoproclamat president Michel Aoun, si bé al novembre el nou president, René Moawad és assassinat i fracassa el procés, triant-se com a president dos dies després al prosirià Elias Hrawi.

### Primer terme com a primer ministre
El 1992 el president Elias Hrawi nomenà Hariri primer ministre, on gaudia de gran popularitat a causa de les seves aportacions econòmiques durant la Guerra Civil libanesa. El seu govern, paritari entre cristians i musulmans, fins a 1998 va realitzar un ambiciós pla de reconstrucció del país avalat pel banc Mundial.

### Destitució
En 1998 fou destituit pel nou president Émile Lahoud

### Segon terme com a primer ministre
Hariri va guanyar les eleccions de 2000 per majoria absoluta, i durant el seu segon mandat va aconseguir del nou Primer ministre israelià Ehud Barak la retirada d'Israel del sud del Líban, d'acord amb la Resolució 426 del Consell de Seguretat de les Nacions Unides (ONU), aprovada l'any 1978. La retirada posava fi a una ocupació de 18 anys va donar lloc al col·lapse total de l'exèrcit del sud del Líban, mentre el president Émile Lahoud consolidava les relacions amb la Síria baasista. El govern libanès i Hezbollah van considerar que la retirada israeliana havia estat incompleta, ja que Israel no es va retirar de les granges de Xeeba. Després de la retirada israeliana, Hezbollah va monopolitzar el seu control civil i militar sobre les poblacions del sud del Líban i es va iniciar el Conflicte de les Granges de Xebaa.
Hariri va dimitir com a primer ministre el 20 d'octubre de 2004 després de setmanes de tensió amb el president Lahoud, que va veure el seu mandat allargat després d'esmenar la constitució, i l'estancament de les relacions entre el govern del president sirià Baixar al-Àssad i les Nacions Unides van demanar repetidament la retirada dels 14.000 soldats sirians del Líban, una demanda que Damasc va rebutjar.

### Asassinat
Va ser assassinat el 14 de febrer de 2005 a Beirut per l'explosió d'un cotxe-bomba, del que es va acusar al govern sirià, més concretament a Ghazi Kanaan, que havia estat Cap dels Serveis Secrets sirians al Líban durant el temps d'ocupació del país, fet desmentit pel mateix acusat i el seu govern. No obstant això Kanaan es va suïcidar dies abans que es fes públic l'informe de Nacions Unides sobre el crim. El 20 d'octubre de 2005 les conclusions presentades per Detlev Mehlis al Consell de Seguretat de l'ONU van implicar les autoritats sirianes a l'atemptat sense especificar l'autor.